# Alter Hauptbahnhof (Düsseldorf)

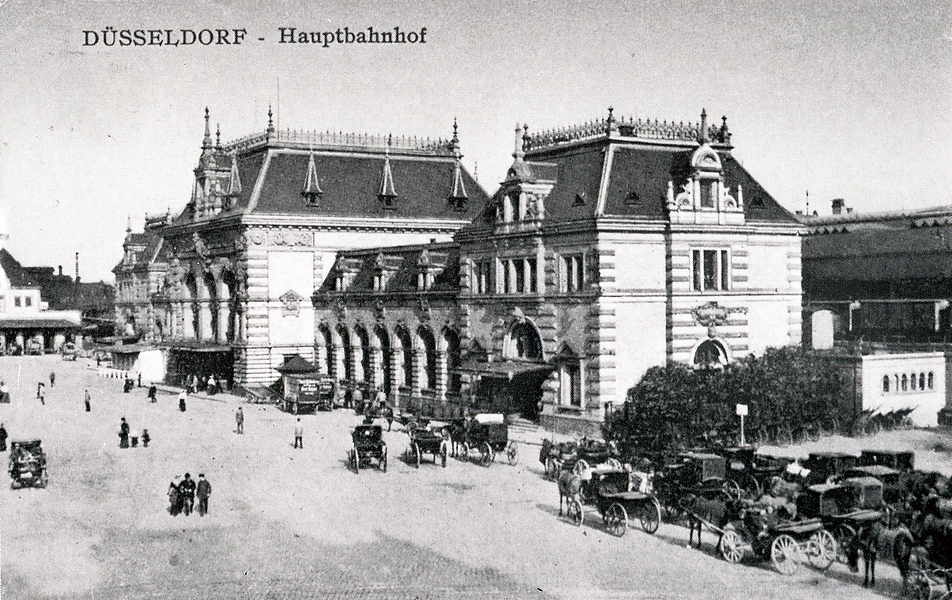
Alter Hauptbahnhof Düsseldorf am Wilhelmplatz

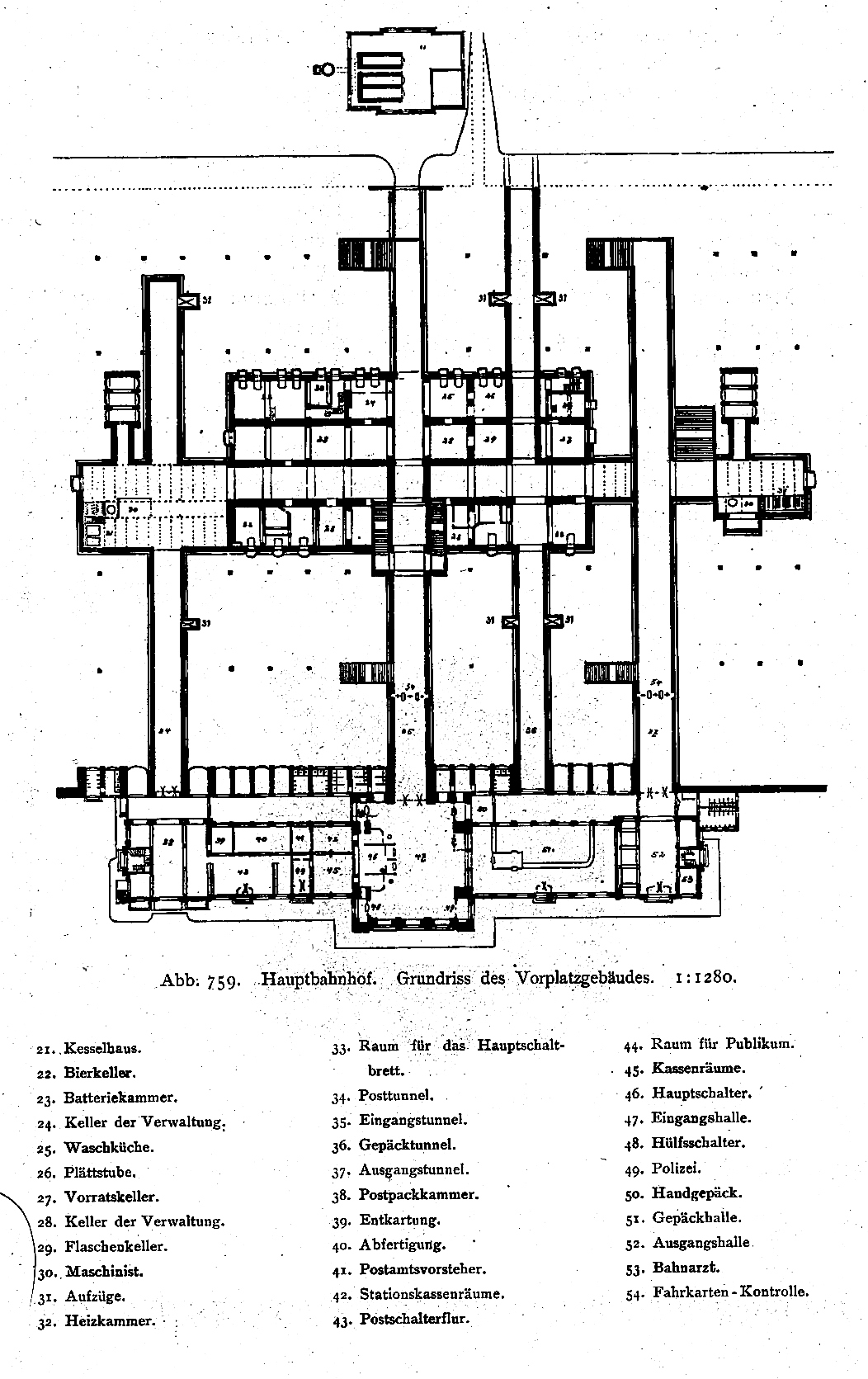
Grundriss

Der Alte Hauptbahnhof in Düsseldorf war der Vorgängerbau des Düsseldorfer Hauptbahnhofs. Er wurde am 1. Oktober 1891 als Düsseldorfer Zentralbahnhof eröffnet und nach vier Jahrzehnten für den Neubau abgebrochen.

## Beschreibung
Der alte Bahnhof war technisch mit dem Kölner Hauptbahnhof verwandt, wo ein „Kombinationstyp aus Durchgangs- und doppelseitigem Kopfbahnhof mit schmalem fünfteiligem Vordergebäude und einem großzügig bemessenen Inselgebäude für die Wartesäle“ erbaut wurde. Diese war zweiteilig angeordnet: Eine breite Treppe mündete hier aus dem Haupttunnel in einen Lichthof. Dieser Hof diente dann als Publikumsverteiler. Vier Flachbogenhallen überwölbten das breite Gleisareal. Der Hallenbau war ohne Verbindung zum Vordergebäude erbaut. Hallenbau und Gleise umrahmten das große Inselgebäude, das die Wartesäle enthielt.

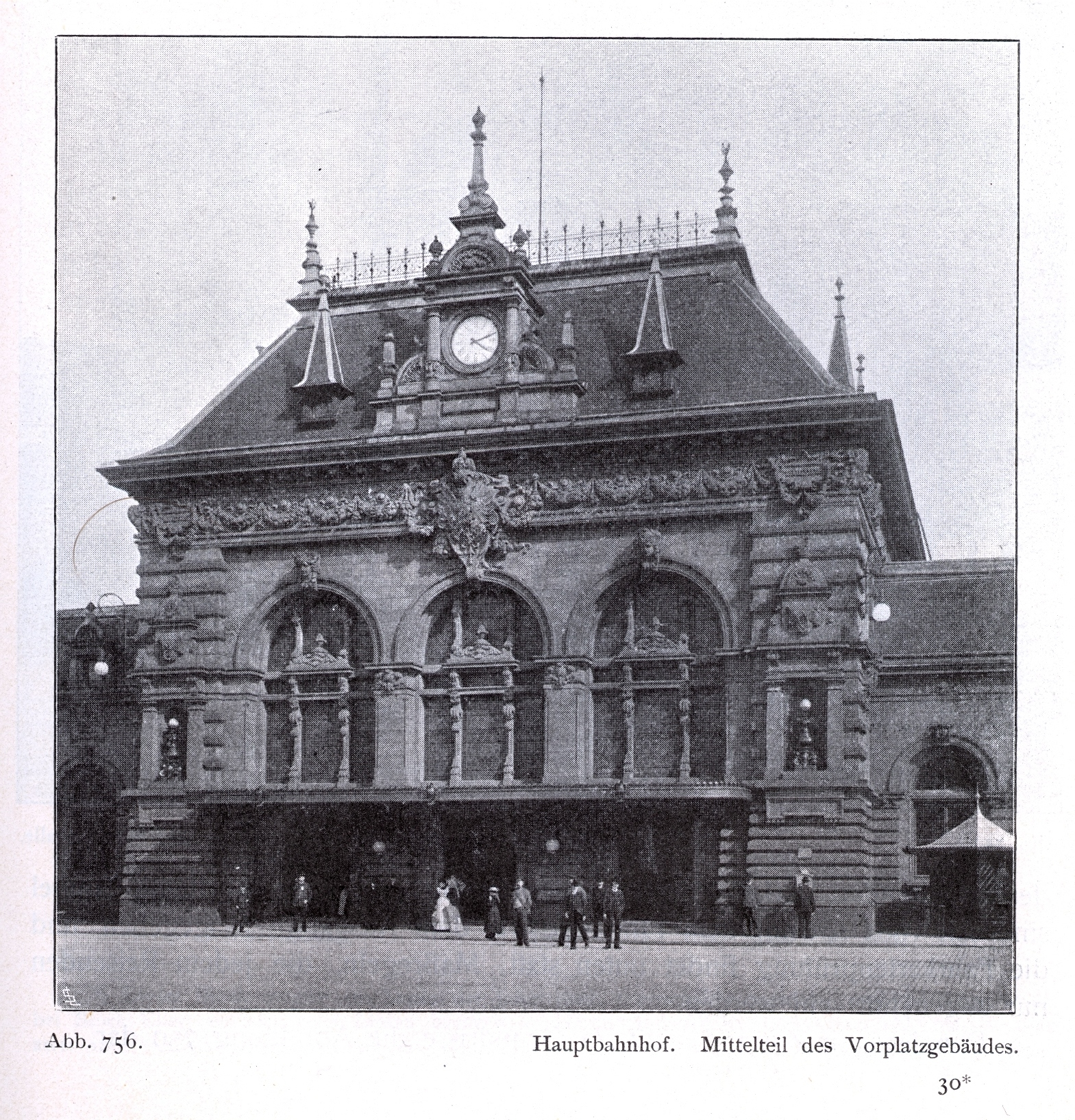
Mittelteil des Vorplatzgebäudes

Das Empfangsgebäude war architektonisch-künstlerisch „in sehr direkter Weise [mit] dem Motivschatz des Frankfurter Hauptbahnhofs“ verwandt, ohne jedoch den Bogengiebel des Frankfurter Baus zu übernehmen. Wie der Frankfurter Bau zeigte es „in üppiger Ornamentik (…) Formen der deutschen Renaissance“. Für den schlossartigen Mittelbau des Düsseldorfer Baus mit seinen drei Portalfenstern standen die Hauptbahnhöfe von Hannover und Frankfurt Pate: „Die Trias der Portalfenster des Mittelrisalits übersetzte (…) die Rundbogenstil-Gliederungen des Hauptbahnhofs Hannover in die moderneren Frankfurter Formen, wodurch eine zeitgemäße Variante des Schloßtyps“ entstand.
Ursprünglich war das neobarocke Empfangsgebäude höher geplant. Die Fassade war in feinkörnigem Sandstein aus der Rheinpfalz ausgeführt.
Der Entwurf für das Empfangsgebäude stammte von Regierungs- und Baurat Rosskothen.
Im Zuge des Neubaus entstanden der Wilhelmplatz als Vorplatz zum Hauptbahnhof (heute Konrad-Adenauer-Platz), die Bismarckstraße, die Immermannstraße und die Kaiser-Wilhelm-Straße (heute Friedrich-Ebert-Straße).